# Maserati Ghibli I
Pour les articles homonymes, voir Maserati Ghibli.
La Maserati Ghibli  est une automobile de grand tourisme du constructeur automobile italien Maserati. Elle doit son nom au ghibli, un vent tempétueux du désert égyptien. Présentée au salon de Turin 1966, elle sera produite en série et commercialisée à partir de 1967 et ce jusqu'en 1973. Son code usine est AM 115. Elle sera remplacée à cette date par la Maserati Khamsin.
Concurrente directe des prestigieuses Ferrari Daytona et Lamborghini Miura, la Maserati Ghibli est « un chef-d'œuvre esthétique, de puissance et de souplesse » reconnu par bon nombre comme l'une des réalisations italiennes les plus réussies des années 1960,.

## Genèse

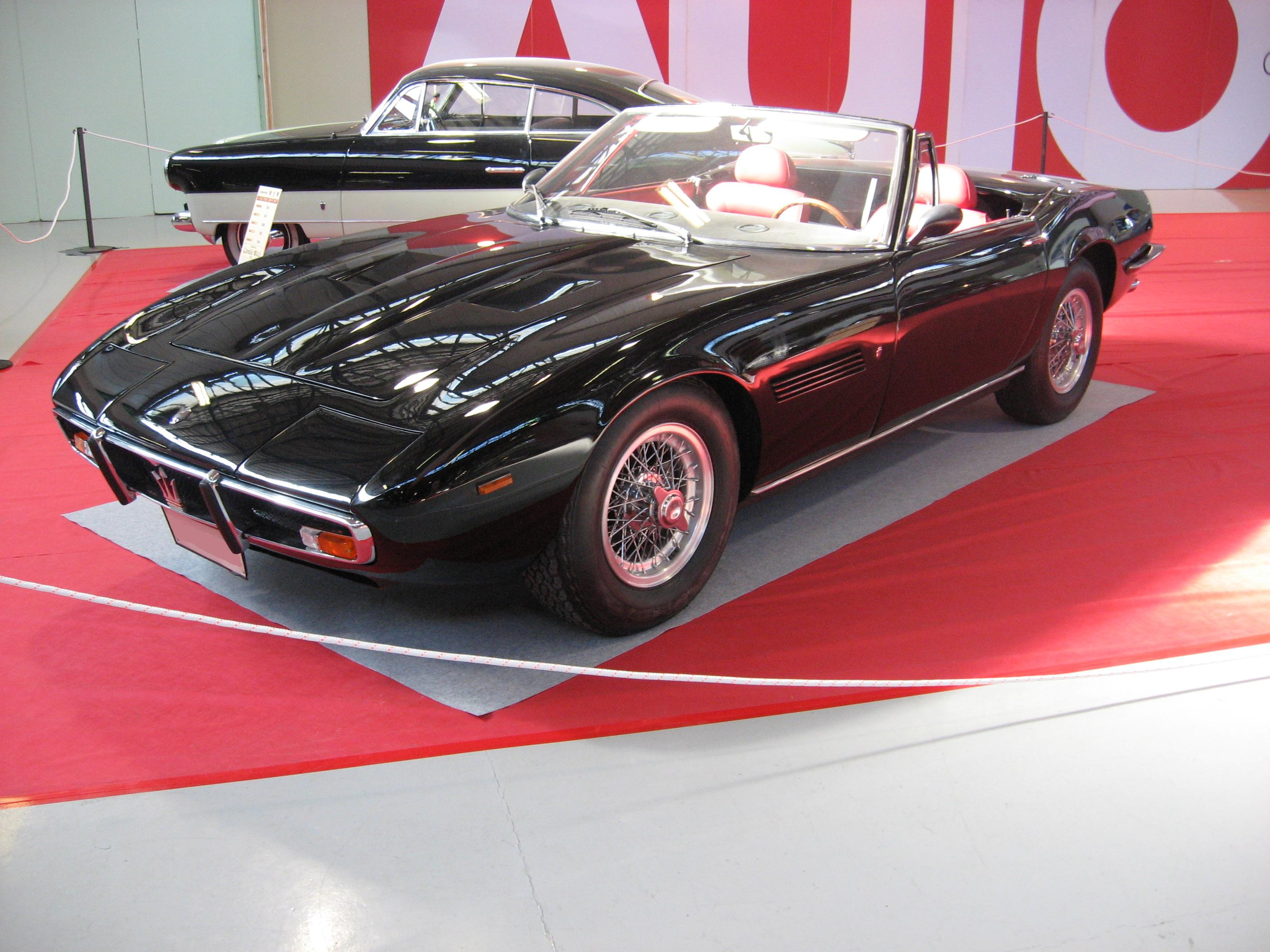
La Maserati Ghibli en version cabriolet, 1967.

La Maserati Ghibli est dévoilée en première mondiale sur le stand Ghia du Salon de l'automobile de Turin en novembre 1966, où elle partage la vedette avec les De Tomaso Mangusta et Pampero ainsi que la Fiat 850 Vanessa toutes quatre dessinées par Giorgetto Giugiaro. Elle y est très bien accueillie, aussi bien par la presse que par le public.
À l'image des Ferrari Daytona et Lamborghini Miura, la Ghibli est, malgré un empattement généreux de 2,55 m et une longueur de 4,70 m, une stricte berlinette deux places. Un an après son lancement, elle est déclinée en version décapotable. Alors que 1 150 coupés seront produits, seul 125 cabriolets — dont 25 Ghibli SS de 4,9 l. — verront le jour.

## Moteur et performances
La Maserati Ghibli est dans un premier temps propulsée par un moteur V8 de 4,7 litres à quatre arbres à cames en tête (type mines : 4700 GT). Entièrement réalisé en aluminium, il développe une puissance de 330 ch et un couple de 390 N m à 3 500 tr/min. En ce qui concerne l'alimentation, Giulio Alfieri conserve les quatre carburateurs Weber double corps délaissant l'injection indirecte Lucas. Dès 1968, un 4,9 litres peut être monté sur demande spéciale. Quelques exemplaires (six ?) en seront équipés. C'est en 1970, que ce 4,9 l apparaîtra officiellement au catalogue. Quelques chevaux supplémentaires (335 ch) mais surtout plus de couple (480 N m à 4 000 tr/min) pour ce moteur qui n'en manquait déjà pas. Elles  furent commercialisés sous l'appelation  Ghibli SS (type mines : 5000 SS) et équipées de la direction assistée.
Associée à une boîte manuelle ZF à 5 rapports, sa vitesse de pointe exploitable est d'environ 260 km/h. Au-delà de cette vitesse (le constructeur annonce 280 km/h…), la stabilité devient précaire, la carrosserie n'ayant pas fait l'objet d'une étude aérodynamique spécifique. Une boîte Borg-Warner à trois rapports automatiques est disponible en option — cette dernière étant destinée principalement au marché américain.

## Châssis et suspensions
La mécanique de la Ghibli repose sur un châssis tubulaire considéré comme « quelque peu archaïque », associé à un pont arrière oscillant à ressorts à lames. Si les muscle cars de l'époque utilisent également ce type de suspensions, les européennes privilégient habituellement des triangles superposés. Malgré cela, les essais de l'époque confirment que sa tenue de route équivalait à celle de ses concurrentes, et qu'elle était plus facile et reposante à conduire. Une vraie GT à hautes performances.

## Design

Illustration d'une carrosserie Fastback.

Le dessin de la carrosserie fastback de la Maserati Ghibli est le résultat du travail de Giorgetto Giugiaro, pour le compte de Ghia. Ce dernier a en effet quitté la carrosserie Bertone en 1965 pour rejoindre Ghia dans le but d'en rajeunir l'image,.
Impressionnant par son long capot, la Ghibli est « d'une merveilleuse pureté », impression renforcée par les lignes droites du pavillon et du plan arrière. Elle est d'ailleurs, selon l'ouvrage Voitures de légende, la dernière des vraies GT italiennes.
L'utilisation d'une lubrification du moteur par carter sec lui octroie une silhouette particulièrement basse. Le moteur ainsi moins haut, sa garde au toit n'est que de 1,16 m, favorisant ainsi le « dynamisme inouï de ses formes ».

## Culture

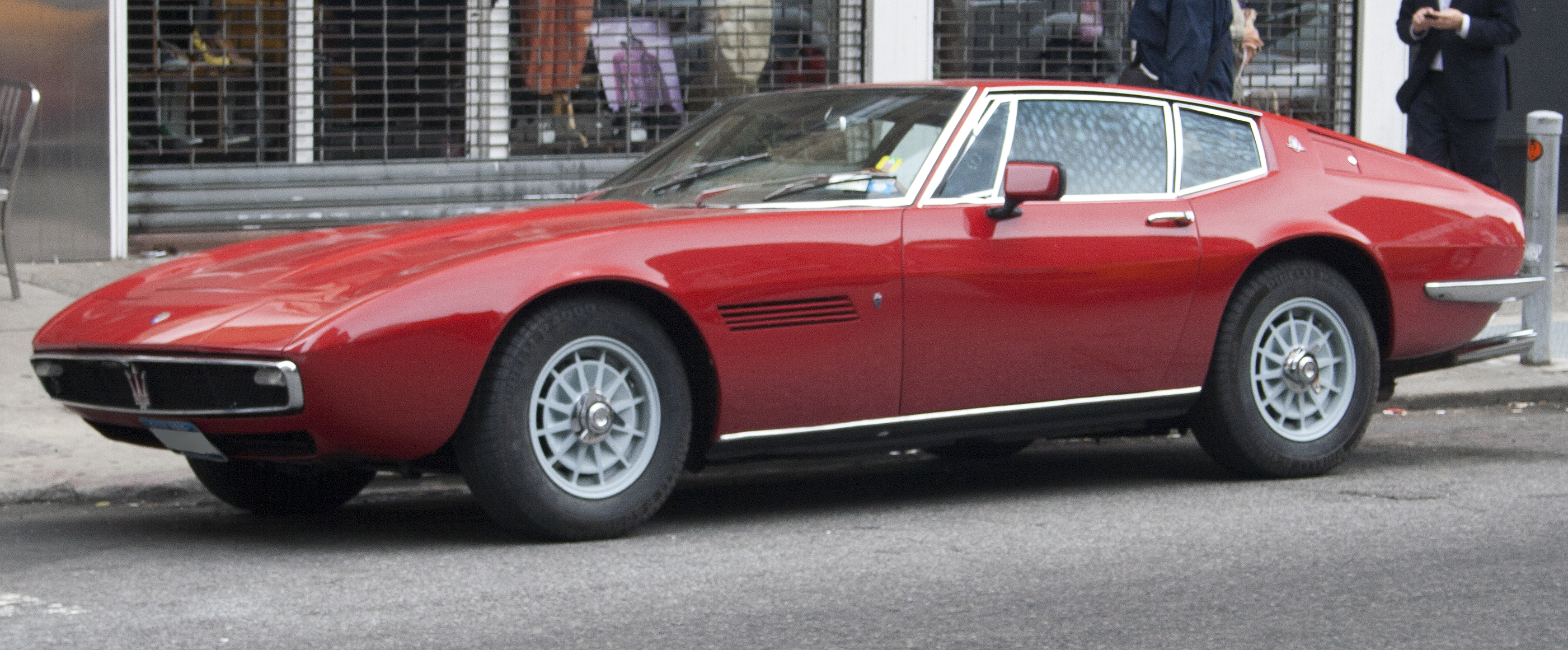
La Maserati Ghibli, du même modèle que celle conduite par Harry et Jean-Paul dans La Piscine.

### Cinéma
- Dans le film La Piscine, Maurice Ronet, alias Harry Lannier, puis Alain Delon, alias Jean-Paul Leroy, conduisent une Maserati Ghibli I[7].